# Стефан Стрекер
Стефа́н Стреке́р (фр. Stephan Streker; нар. 17 березня 1964, Брюссель, Бельгія) — бельгійський кінорежисер та сценарист. 

## Біографія
Стефан Стекер народився 17 березня 1964 року в Брюсселі, Бельгія. Працював журналістом, публікуючи розлогі інтерв'ю з кінематографістами для бельгійської преси. Також він працював кінокритиком на радіо та в друкованих засобах масової інформації; як фотограф (художнє, прес-фото та портретне фото), створював численні обкладинки альбомів. Паралельно з цими професіями, Стефан був також спортивним журналістом, що спеціалізується на футболі та боксі.
У кіно Стефан Стекер дебютував у 1993 році як режисер та сценарист короткометражки «Тіньовий бокс». Його перший повнометражний фільм «Мішель Бланко» вийшов у 2004 році.
У 2012 році Стрекер поставив за власним сценарієм свій другий повнометражний фільм «Світ належить нам», у якому знялися Венсан Ротьє, Олів'є Гурме та Реда Катеб. У 2013 році стрічка була номінована в категорії «Найкращий фільм» на бельгійську національну кінопремію «Магрітт».
Третій повнометражний фільми Стефана Стрекера «Весілля» (2016) був представлений у конкурсних програмах низки міжнародних кінофестивалів та у 2018 році був висунутий у 8-ми категоріях на здобуття кінопремії «Магрітт», зокрема, як «Найкращий фільм» (перемога), за найкращу режисерську роботу та найкращий кіносценарій.
Як доповнення до своєї режисерської роботи в кіно, Стефан Стрекер є також футбольним консультантом для бельгійського національного телебачення (RTBF), зокрема, для всіх ігор за участю національної команди «Червоні дияволи» (Rode Duivels), а також для щотижневого телевізійного шоу La Tribune.

## Фільмографія
| Рік  |     | Назва українською     | Оригінальна назва            | Режисер | Сценарист | Продюсер | Монтажер |
| ---- | --- | --------------------- | ---------------------------- | ------- | --------- | -------- | -------- |
| 1993 | к/м | Тіньовий бокс         | Shadow Boxing                | Так     | Так       |          | Так      |
| 1996 | к/м | Матильда, жінка П'єра | Mathilde, la femme de Pierre | Так     | Так       |          | Так      |
| 2004 |     | Мішель Бланко         | Michael Blanco               | Так     | Так       | Так      |          |
| 2012 |     | Світ належить нам     | Le monde nous appartient     | Так     | Так       |          |          |
| 2016 |     | Весілля               | Noces                        | Так     | Так       |          |          |

## Визнання
| Рік                                      | Категорія                                             | Фільм                 | Результат |
| ---------------------------------------- | ----------------------------------------------------- | --------------------- | --------- |
| Брюссельський міжнародний кінофестиваль  |                                                       |                       |           |
| 1996                                     | Нагорода BRTN                                         | Матильда, жінка П'єра | Перемога  |
| Туринський кінофестиваль молодого кіно   |                                                       |                       |           |
| 1900                                     | Приз міста Турина за найкращий короткометражний фільм | Матильда, жінка П'єра | Перемога  |
| Міжнародний кінофестиваль в Манілі       |                                                       |                       |           |
| 2004                                     | Нагорода Ліно Брока                                   | Мішель Бланко         | Номінація |
| Премія «Магрітт»                         |                                                       |                       |           |
| 2014                                     | Найкращий фільм                                       | Світ належить нам     | Номінація |
| 2018                                     | Найкращий фільм                                       | Весілля               | Перемога  |
| 2018                                     | Найкращий режисер                                     | Весілля               | Номінація |
| 2018                                     | Найкращий оригінальний або адаптований сценарій       | Весілля               | Номінація |
| Роттердамський міжнародний кінофестиваль |                                                       |                       |           |
| 2017                                     | Приз MovieZone                                        | Весілля               | Номінація |
| Стамбульський міжнародний кінофестиваль  |                                                       |                       |           |
| 2017                                     | Кінопремія Ради Європи FACE — Права людини в кіно     | Весілля               | Номінація |
| Премія «Люм'єр»                          |                                                       |                       |           |
| 2018                                     | Найкращий франкомовний фільм                          | Весілля               | Номінація |
| Премія «Сезар»                           |                                                       |                       |           |
| 2018                                     | Найкращий фільм іноземною мовою                       | Весілля               | Номінація |